# قائمة الصحف العربية الصادرة بالولايات المتحدة
قائمة الصحف العربية الصادرة في الولايات المتحدة هي قائمة الصحف الناطقة بالعربية أو مزدوجة اللغة التي يوجد مقرها بالولايات المتحدة الأمريكية، والصادرة والمطبوعة والموزعة في الولايات المتحدة والعالم، انطلاقا من الولايات المتحدة.

## نبذة تاريخية
أما بخصوص أول صحيفة باللغة العربية فهي كوكب أميركا، وهي صحيفة أمريكية باللغة العربية أسست ونُشرت في نيويورك منذ عام 1892 إلى سنة 1908 من قبل الأخوين نجيب عربيلي وإبراهيم. إلا أن الصحافة العربية الصادرة من الولايات المتحدة ظلت محدودة مقارنة مع الصحافة العربية الصادرة من لندن، رغم هامش الحرية الذي يمكن ان يتمتع به الكاتب والناشر العربي في العالم الجديد بخصوص القضايا العربية، إلا أن عامل البعد الجغرافي آنذاك والهواجس المادية والحياتية في العالم الجديد للمغترب والمثقف العربي، لم يساعدا في نمو وتطور الصحافة العربية الصادرة من العالم الجديد.
ومعلوم لدى المهتمين بحركة أدب النهضة أن الإبداع الثقافي العربي في العالم الجديد، يعود تاريخ تواجده منذ عهد الرابطة القلمية، وهي رابطة ثقافية أدبية، بدأت فكرة الرابطة عام 1916 إلا أنها تأسست رسميا عام 1920 في نيويورك بواسطة أدباء مُهاجرون بالأساس جلهم من منطقة الشام، سوريون ولبنانيون.
وقام أعضاءها بنشر الجرائد والصحف العربية في بلاد المهجر ومنها:
- مجلة «الفنون» وتعنى بالأدب وناشرها كان نسيب عريضة.
- جريدة «السائح» وتعنى بشؤون المهاجرين وناشرها كان عبد المسيح حداد.
- مجلة «السمير» وناشرها كان إيليا أبو ماضي وتعنى بشؤون العرب في أمريكا. كانت تصدر 5 مرات في الأسبوع وتوقفت عام 1957 بعد وفاة المؤسسين.

## الصحف
- كوكب أميركا: صحيفة أمريكية باللغة العربية نُشرت في نيويورك في الولايات المتحدة في 1892 من قبل نجيب عربيلي وأخوه إبراهيم وتوقفت عن الصدور في 1908 وهي أول صحيفة عربية نشرت في الولايات المتحدة. قام الصحفي نجيب دياب بالتحرير فيها لغاية 1899.[1]
- الحوادث لعرب أمريكا: جريدة إلكترونية وورقية تغطي اخبار الجالية العربية في منطقة نيويورك ميتروبوليتن، يرأس التحرير عدنان خليل منذ عام 2013.
- صوت العروبة: تعتبر أحد أهم الجرائد العربية الصادرة بالولايات المتحدة،[2] وهي أسبوعية مطبوعة تصدر منذ عام 1993، رئيس تحريرها هو وليد رباح، يقع مقرها الرئيسي بنيوجيرسي بالولايات المتحدة، لم تنقطع عن الصدور في أي عدد منذ انشائها رغم الإمكانات المادية المتواضعة فهي توزع في خمس ولايات أمريكية.
- بيروت تايمز:
- عرب تايمز: جريدة عربية تصدر في أمريكا شعارها الجريدة العربية الوحيدة الممنوعة في كافة الدول العربية. أسسها الدكتور الفلسطيني أسامة فوزي في شهر أغسطس عام 1986 في مدينة هيوستون بولاية تكساس الأمريكية.
- الاخبار المهجرية:
- الهدى: لهدى هي جريدة مهجرية باللغة العربية تأسست في فيلادلفيا في الولايات المتحدة في أواخر القرن التاسع عشر من قبل الناشر اللبناني نعوم مكرزل وتصدر كل أسبوعين. اُصدر عددها الأول في 22 فبراير 1898.
- وطن
- عربب بوست :
- صدى الوطن: صدى الوطن ((بالإنجليزية: The Arab American News)‏) هي صحيفة أمريكية عربية تصدر في ولاية ميتشيغان الأمريكية باللغتين العربية والإنجليزية. أسسها في أغسطس 1984 أسامة السبلاني والذي يرأس تحريرها إلى اليوم.[3]
- المغتربين
- سيدر نيوز
- جريدة وطن (واشنطن)